# Саламова, Раиса Абдулхалимовна
Раи́са Абдулхали́мовна Сала́мова (род. 15 сентября 1933, Шали, Северо-Кавказский край) — первая чеченская женщина-профессор, профессор кафедры чеченского языка Чеченского государственного университета, Заслуженный деятель науки Чеченской Республики, Почётный работник высшего профессионального образования Российской Федерации.

## Биография

### Детство
Родилась 15 сентября 1933 года в селе Шали. Её отцом был Абдулхалим Саламов — министр сельского хозяйства Чечни, политический и общественный деятель, первый кавалер ордена Ленина на Северном Кавказе, впоследствии учёный и организатор науки.
Летом 1937 года отец Саламовой, который в то время работал первым секретарём горкома партии и членом обкома, был арестован прямо во время совещания и вскоре приговорён к расстрелу как «враг народа». Раиса Саламова вспоминает:
В квартиру к нам вселили следователя, который день и ночь истязал отца и со звериной улыбкой рассказывал это матери. Через месяц маму вместе с детьми, самой младшей было девять месяцев, вышвырнули во двор. К нам не смели подходить даже родственники, никто не решался впустить нас к себе. Глубокой ночью или на рассвете русские соседи, рискуя, оставляли нам у выхода из подъезда еду и воду дня на два, в неделю раз обстирывали.
Семья прожила во дворе до ноября, пока их не забрала к себе родственница матери. Пристроив детей, мать, собрав награды и ценные подарки мужа (маузер, подаренный К. Е. Ворошиловым, золотые часы от М. И. Калинина), взяв с собой старшую дочь, уехала в Москву. Там она нашла хорошего адвоката, который писал письма на имя И. В. Сталина, Калинина, Ворошилова, бывала на приёме у руководителей НКВД, пытаясь спасти жизнь мужа. Благодаря её хлопотам расстрел был заменён 10 годами тюрьмы.
В 1941 году Раиса Абдулхалимовна пошла в первый класс грозненской средней школы № 18. Когда боевые действия стали приближаться к городу, семья переехала в Шали. 23 февраля 1944 года чеченцы были депортированы.
В 5 часов утра к нам постучали, дверь открыла старшая сестра. Вошли два офицера и четверо солдат… не знаю, что на них подействовало: наш чистый выговор русской речи или уникальная библиотека — редкость по тем временам, но офицеры приказали помогать нам в сборах солдатам и выделили для нас отдельную машину до Грозного. Разрешили взять все ценное для жизни: зерно, муку, сушеное мясо, одежду, драгоценности… В городе уже нас погрузили в товарные скотские вагоны отправили в неведомые края. В это страшное утро шел крупными хлопьями снег и было очень холодно. Не помню, сколько дней мы были в пути, но конечной остановкой была пустыня Узбекистана, где солнце палило неимоверно жарко.
Кишлаки располагались в 5-8 км друг от друга. В них было много спецпереселенцев: немцы, поляки, карачаевцы, крымские татары. Саламовых подселили к немцам.
Я очень полюбила полячек, которые отличались воспитанностью, культурой и веселостью. Недавно смотрела по телевизору передачу о жизни Анны Герман. Оказывается, в те далекие годы моего детства я жила в кишлаке в 5 км от кишлака, где жила Анна. И та белокурая, хорошенькая Аня, с которой я играла и дружила, была Анна Герман.
До 1947 года семья переезжала с места на место, пытаясь найти нормальное жильё. Наконец они нашли сарай для скота, который им пришлось две недели чистить, чтобы в нём можно было жить.

### Учёба
Раиса поступила на строительное отделение гидроэнергетического техникума в городе Чирчик. Её как спецпереселенку пытались отстранить от учёбы. Она написала письмо в Москву с просьбой разрешить продолжение учёбы. В письмо она вложила своё фото, где она была снята с родителями на приёме у Калинина. Разрешение было получено. В 1955 году она окончила техникум и получила направление на престижную работу по линии Минэнергостроя СССР, которое, однако, отклонила. Она поехала в Новосибирскую область, где жили её родные. Работала на стройке Новосибирской ГЭС бригадиром арматурщиков. В её подчинении были 70 уголовников.
В июне 1956 года по её просьбе была переведена на комсомольскую стройку в Томске. Вскоре бригада, которой руководила Раиса Абдулхалимовна, стала лучшей на стройке. В газете «Комсомольская правда» была напечатана статья о бригаде и её бригадире.
В конце 1956 года, после реабилитации чеченцев и ингушей, семья смогла воссоединиться и вернуться на родину. Отец Раисы в 1957 году был назначен руководителем Чечено-Ингушского научно-исследовательского института истории, языка и литературы. В 1958 году Раиса поступила в Чечено-Ингушский государственный педагогический институт на отделение вайнахской филологии, после окончания которого работала в селении Мартан-Чу завучем и преподавателем чеченского и русского языков.

### Научная деятельность
В 1964 году она вернулась на работу в свою альма-матер. В 1965 году её перевели на кафедру родного языка и литературы на должность лаборантки, а в 1968 году — ассистента. В 1972 году сдала кандидатский минимум и поступила на очную аспирантуру при Дагестанском филиале АН СССР.
Её научным руководителем стал профессор А. Магомедов. Темой диссертации стал «Мелхинский диалект чеченского языка». От этой темы к тому времени уже отказались несколько аспирантов. Готовя диссертацию, Саламова прожила более двух лет среди мелхистиннцев. В 1985 году она успешно защитила диссертацию, а в следующем году её диссертация была выставлена в Ленинской библиотеке как лучшая работа по Северному Кавказу.
Саламовой разработаны курсы лекций по морфологии и фонетике чеченского языка. Её работы по иберийско-кавказскому языкознанию легли в основу курсов лекций в Тбилисском университете.
Судьба свела её со многими известными людьми: Мстиславом Келдышем, Юнусом Дешериевым, Арнольдом Чикобавой и многими другими.

## Награды и звания
- Почётный работник высшего профессионального образования Российской Федерации;
- Юбилейная медаль Федерации независимых профсоюзов России.